# Anania ledereri
Anania ledereri là một loài bướm đêm trong họ Crambidae.